# Elachiptera lerouxi
Elachiptera lerouxi är en tvåvingeart som först beskrevs av Seguy 1938.  Elachiptera lerouxi ingår i släktet Elachiptera och familjen fritflugor. Inga underarter finns listade i Catalogue of Life.